# Dominic Maroh
Dominic Maroh (Nürtingen, Alemania, 4 de marzo de 1987) es un exfutbolista esloveno que jugaba de defensa. Desde 2021 trabaja en las categorías inferiores del VfB Stuttgart.

## Selección nacional
Fue internacional con la selección de fútbol de Eslovenia en siete partidos sin anotar goles.

## Clubes
| Club                  | País     | Año       |
| --------------------- | -------- | --------- |
| SSV Reutlingen        | Alemania | 2006-2008 |
| 1. F. C. Núremberg II | Alemania | 2008-2009 |
| 1. F. C. Núremberg    | Alemania | 2009-2012 |
| F. C. Colonia         | Alemania | 2012-2018 |
| KFC Uerdingen 05      | Alemania | 2018-2021 |